# Robertus mazaurici
Espèce
Synonymes
- Pedanostethus mazaurici Simon, 1901
- Robertus umbilicatus Denis, 1961

Robertus mazaurici est une espèce d'araignées aranéomorphes de la famille des Theridiidae.

## Distribution
Cette espèce se rencontre en France dans le Gard, l'Ariège, les Pyrénées-Orientales et la Haute-Loire, en Suisse dans le canton de Genève et en Espagne en Catalogne dans le massif du Montseny.

## Description
Le mâle syntype mesure 3 mm et les femelles de 3 à 4 mm.

## Systématique et taxinomie
Cette espèce a été décrite sous le protonyme Pedanostethus mazaurici par Simon en 1901. Elle est placée dans le genre Robertus par Simon en 1911.
Robertus umbilicatus a été placée en synonymie par Knoflach et Thaler en 2000.

## Étymologie
Cette espèce est nommée en l'honneur de Félix Mazauric.

## Publication originale
- Simon, 1901 : « Note sur les arachnides capturés par M. Mazauric dans la grotte de Trabuc (Garde). » Bulletin de la Société Entomologique de France, vol. 1901, no 13, p. 238-239  (texte intégral).